# Ragazza con cappello
Ragazza con cappello è un dipinto a olio su tela (65 x45 cm) realizzato nel 1918 dal pittore italiano Amedeo Modigliani.

## Descrizione

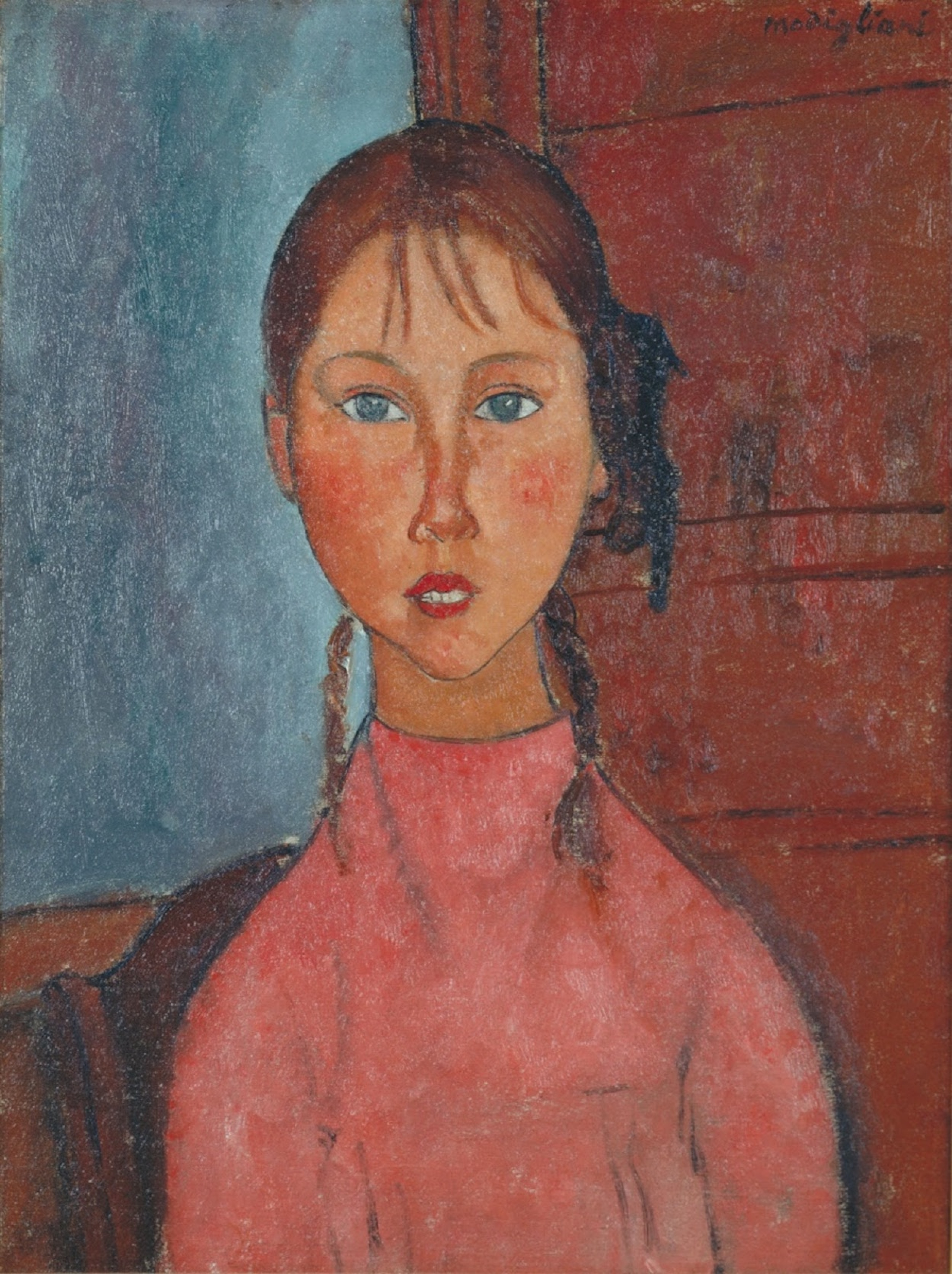
Ragazza con le trecce (1918): stesso soggetto in un'altra opera del Modigliani, dipinta in quegli stessi mesi passati nel sud della Francia.

Circa un anno prima di morire Modigliani si trasferì nel sud della Francia. Lì divenne padre e ciò lo portò a dipingere molti quadri aventi come soggetto i bambini e gli adolescenti.
L'opera fa parte di una collezione privata.